# Силикатный (Мордовия)
Силика́тный — посёлок, центр  Шингаринского сельского поселения в Ковылкинском районе. 
Расположен на правом берегу Мокши, в 15 км от районного центра и железнодорожной станции Ковылкино. Основан в 1961 г. в связи со строительством завода силикатного кирпича. Название указывает на специализацию предприятия. В современном посёлке — средняя школа, Дом культуры, отделение связи, магазин, медпункт. В Шингаринскую сельскую администрацию входит с. Шингарино (33 чел.; родина заслуженного учителя МАССР В. П. Ключникова). 

## География
Расположен на правом берегу Мокши, в 15 км от районного центра и железнодорожной станции Ковылкино. 

## История
Основан в 1961 г. в связи со строительством завода силикатного кирпича. Название указывает на специализацию предприятия. 

## Население
| 2001 | 2002  | 2010  |
| ---- | ----- | ----- |
| 1246 | ↘1237 | ↘1158 |

Население 1158 чел. (2010), в основном русские. 

## Инфраструктура
Средняя школа, дом культуры, отделение связи, магазин, медпункт. 

## Источник
- Энциклопедия Мордовия, И. И. Шеянова.